# FK CSKA 1948 Sofia
FK CSKA 1948 Sofia is een Bulgaarse voetbalclub uit de hoofdstad Sofia die sinds 2020 uitkomt in de Parva Liga, de hoogste voetbalklasse van Bulgarije. 

## Geschiedenis
De club werd in 2016 opgericht als afsplitsing van CSKA Sofia nadat deze club in 2015 vanwege financiele problemen naar het derde niveau teruggezet was en dit tot onderlinge onenigheid leidde. De oude club had als derde divisionist in 2016 de beker gewonnen en kocht via meerdere juridische constructies eerst de licentie van FK Tsjavdar Etropole en vervolgens die van Litex Lovetsj om in het seizoen 2016/17 weer op het hoogste niveau te spelen. 
Een grote groep rond CSKA zag dit niet meer als een voortzetting van de originele club en startte een nieuwe club CSKA 1948 die op het regionale vierde niveau begon. Na direct twee kampioenschappen kwam CSKA 1948 in 2018 in de Vtora Liga. In 2019 werd de club vierde en in 2020 werd CSKA 1948 kampioen. Hierdoor spelen in het seizoen 2020/21 zowel CSKA als CSKA 1948 op het hoogste niveau.

## Eindklasseringen vanaf 2017
| 1 |

| 1 |

| 4 |

| 1 |

| 5 |

| 8 |

| 3 |

| 7 |

| 11 |

| Parva Liga/A Grupa | Vtora Liga/B Grupa | Treta Liga/V AFG | A OFG Regionaal |

## in Europa
Uitslagen vanuit gezichtspunt FK CSKA 1948 Sofia
| Seizoen                                                    | Competitie        | Ronde | Land                | Club                   | Totaalscore | 1e W    | 2e W       | PUC |
| ---------------------------------------------------------- | ----------------- | ----- | ------------------- | ---------------------- | ----------- | ------- | ---------- | --- |
| 2023/24                                                    | Conference League | 2Q    | Vlag van Roemenië   | FCSB                   | 2-4         | 0-1 (T) | 2-3 (U)    | 0.0 |
| 2024/25                                                    | Conference League | 2Q    | Vlag van Montenegro | FK Budućnost Podgorica | 2-1         | 1-0 (T) | 1-1 nv (U) | 2.5 |
|                                                            |                   | 3Q    | Vlag van Cyprus     | Paphos FC              | 2-5         | 2-1 (T) | 0-4 nv (U) | 2.5 |
| Totaal aantal behaalde punten voor UEFA coëfficiënten: 2.5 |                   |       |                     |                        |             |         |            |     |

Zie ook
- Deelnemers UEFA-toernooien Bulgarije
- Ranglijst van alle clubs die in de diverse Europa Cups zijn uitgekomen

Arda Kardzjali ·
FK Kroemovgrad ·
Loedogorets ·   
Botev Plovdiv ·
Lokomotiv Plovdiv · 
Hebar Pazardzjik ·
Lokomotiv Sofia · 
CSKA 1948 Sofia · 
CSKA Sofia ·
Levski Sofia · 
Septemvri Sofia ·   
Slavia Sofia · 
Beroe Stara Zagora · 
Botev Vratsa · 
Spartak Varna · 
Tsjerno More Varna